# 森下恵子
森下 恵子（もりした さとこ、1974年4月17日 - ）は、日本の元競泳選手。兵庫県出身。1988年ソウルオリンピック日本代表。100m背泳ぎの元日本記録保持者。

## 経歴
1987年パンパシフィック水泳選手権400mメドレーリレー第1泳者として泳ぎ、100m背泳ぎの日本新記録を樹立した
ソウルオリンピック代表選考会の100m背泳ぎで優勝し、1988年ソウルオリンピックに出場。100m背泳ぎで予選敗退、200m背泳ぎでB決勝6位（全体14位）、400mメドレーリレーで予選敗退だった。